# Dave Smith (archiviste)
Pour les articles homonymes, voir Dave Smith et Smith.
Dave Rollin Smith (13 octobre 1940 à Pasadena (Californie) - 15 février 2019 à Burbank (Californie)) est le fondateur et directeur des Walt Disney Archives situé dans le Frank G. Wells Building au Walt Disney Studios à Burbank (Californie).

## Biographie
Dave Smith débute aux studios Disney en 1970 comme premier archiviste des Walt Disney Archives.
En plus d'assurer l'archivage des documents ou éléments entourant les créations des œuvres chez Disney, il a écrit quelques livres sur l'univers de Disney dont Disney A to Z: The official Encyclopedia, la série des Ultimate Disney Trivia Book et coauteur de Disney the First 100 years.
En 2007, il a été nommé Disney Legends,.
Le 15 février 2019, Dave Smith décède à Burbank en Californie à l'âge de 78 ans,,.

## Livres
- Disney the First 100 years
- Disney A to Z: The official Encyclopedia
- Walt Disney Famous Quotes (ASIN B000PQ5CNO)
- Ultimate Disney Trivia Book Volume 2  (ISBN 978-0786880249)
- Ultimate Disney Trivia Book Volume 3  (ISBN 978-0786882533)
- Ultimate Disney Trivia Book Volume 4  (ISBN 978-0786885299)